# Polygonatum odoratum
Polygonatum odoratum es una especie de planta de perteneciente a la familia de las asparagáceas. Se encuentra en Eurasia.

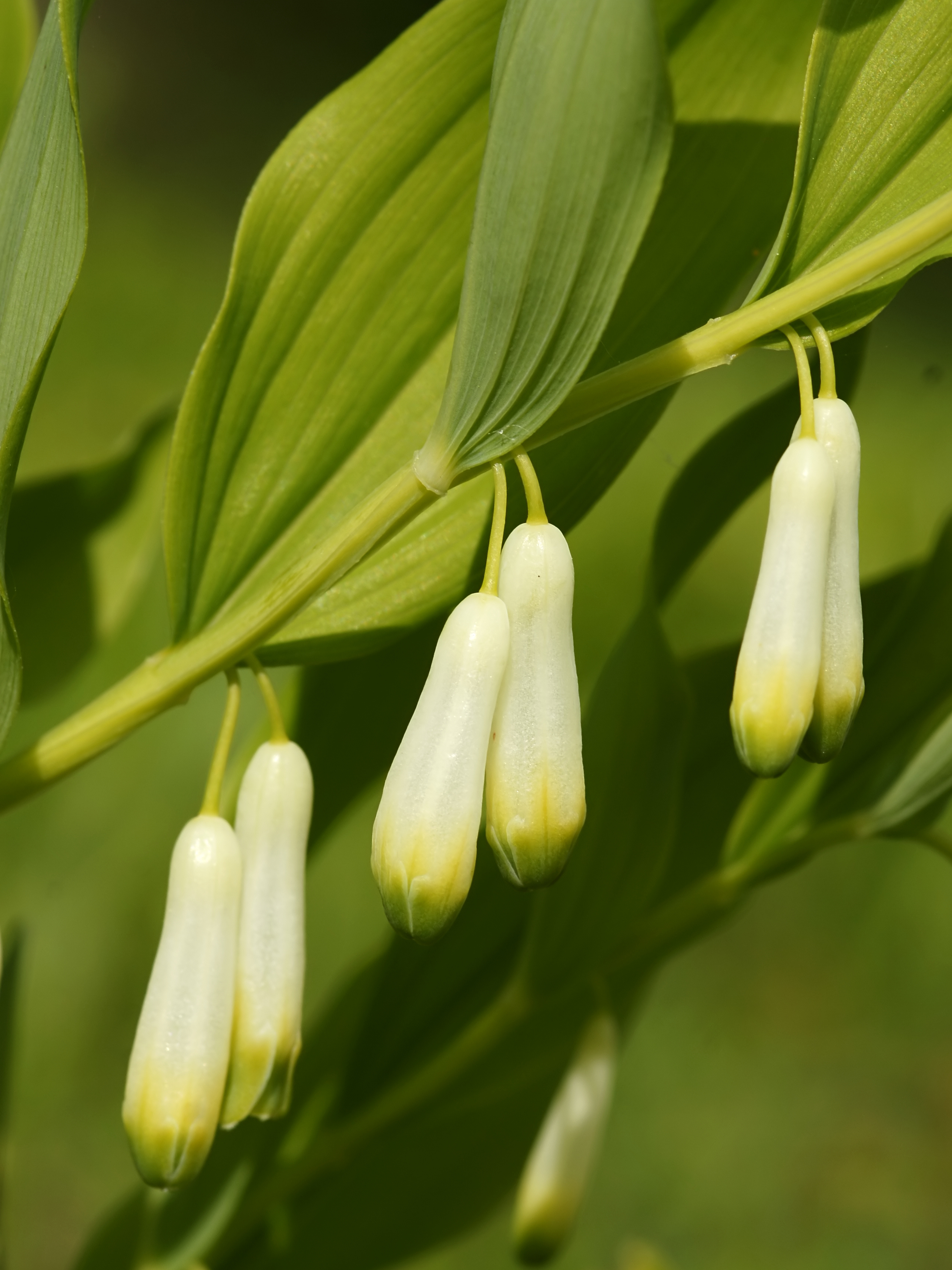
Detalle de las flores

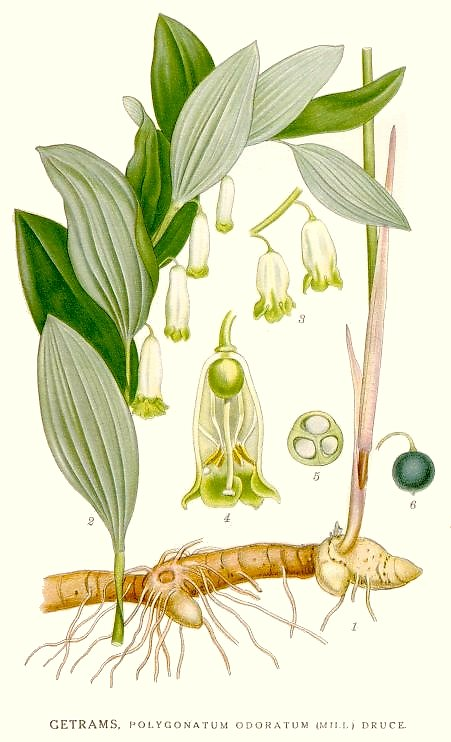
Ilustración

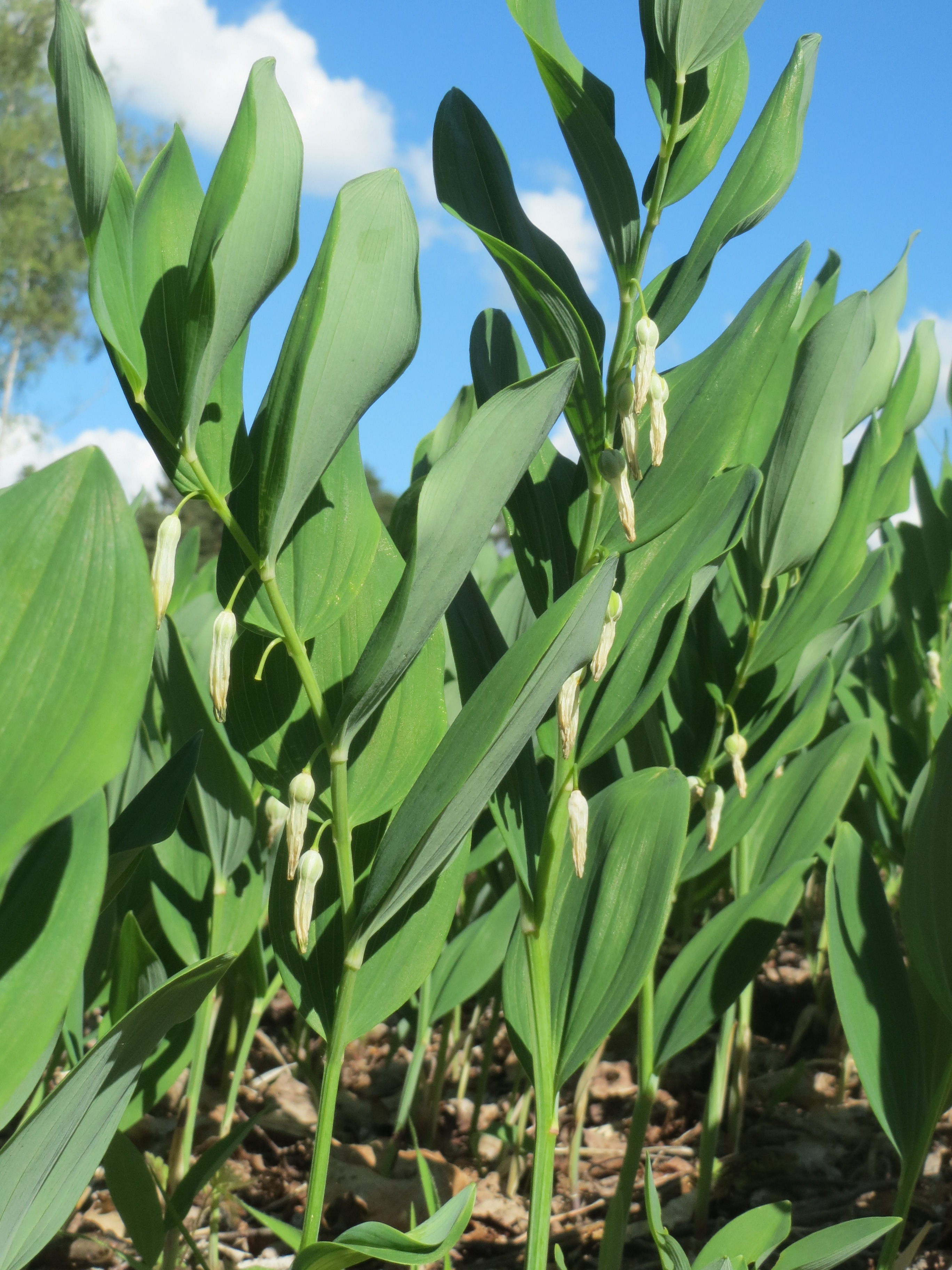
Vista de la planta

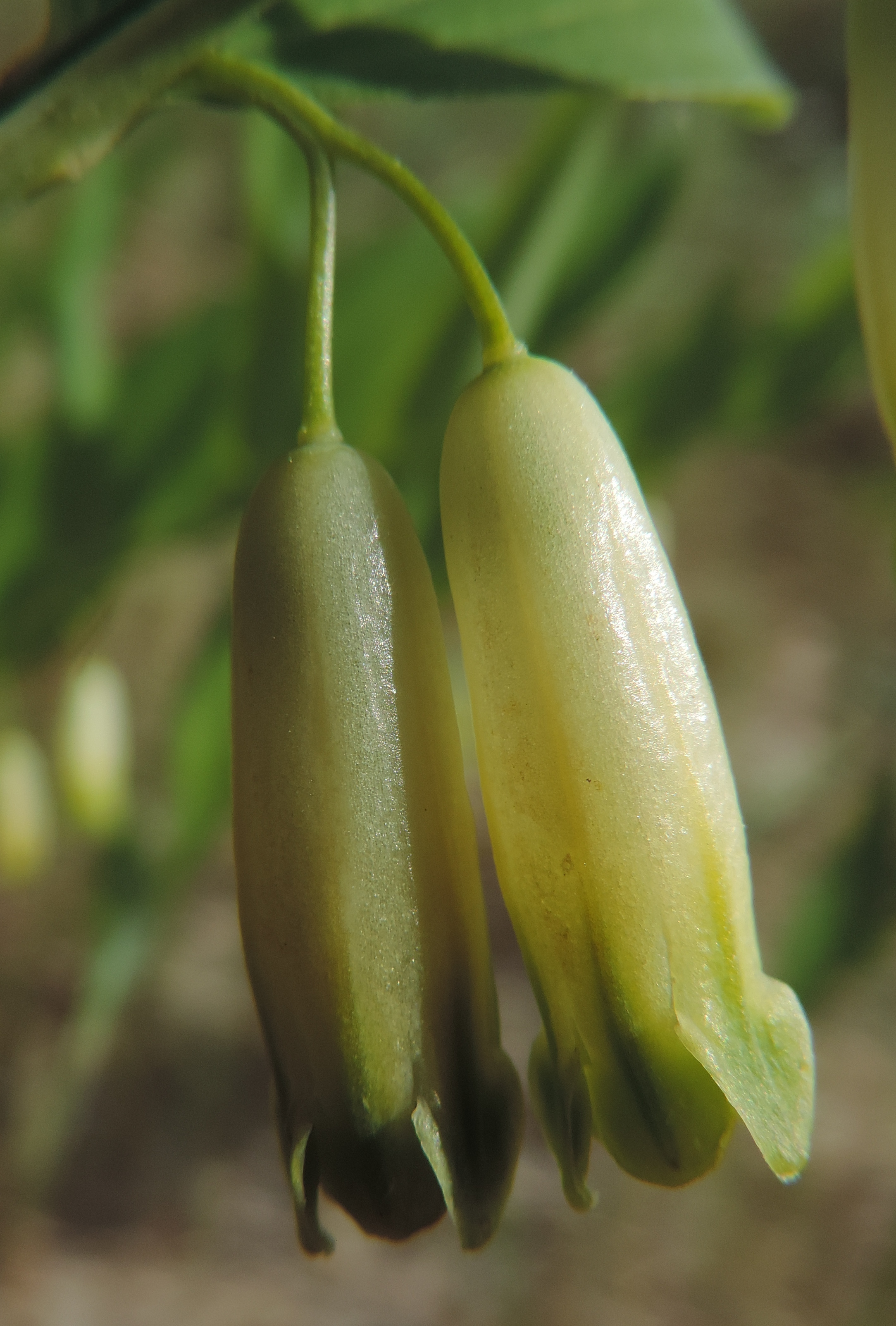
Flores

## Descripción
Polygonatum odoratum es una planta herbácea con rizomas cilíndricos, de 5 - 14 mm de espesor. Las hojas 7-12, con pecíolo corto,  elípticas a ovado-oblongas, de 5-12  x 3 - 6  cm, lisas a menudo, el ápice acuminado y obtusa la punta. Las inflorescencias con 1 - 4 (- 8) flores, en pedúnculo por lo general de 1 a 1,5 cm, con brácteas pequeñas o ausentes. Flores colgantes; pedicelo 5-10 (- 20) mm. Perianto verde amarillento a blanco, cilíndrico a campanulado-cilíndrico. El fruto en bayas de color negro azulado, 7 - 10  mm de diámetro. Florece en mayo-junio, fructifica en julio-septiembre.

## Distribución y hábitat
Se encuentra en los bosques y laderas sombreadas, a una altitud de 500 - 3000 metros en Anhui, Gansu, Guangxi, Hebei, Heilongjiang, Henan, Hubei, Hunan, Jiangsu, Jiangxi, Liaoning, Mongolia Interior, Qinghai, Shaanxi, Shandong, Shanxi, Taiwán, Zhejiang de China y Japón, Corea, Mongolia, Rusia y Europa.

## Usos
P. odoratum se utiliza el rizoma en la medicina tradicional china, donde se le llama Yuzhu, para pulmón y estómago. Tos seca, sed y sensación de hambre. No usar si hay dilatación del epigastrio.
Contiene antraquinona como principio activo.
Se usa como analgésico, diurético, antidiarreico, demulcente, astringente y antipirético.

## Taxonomía
Polygonatum odoratum fue descrita por (Mill.) Druce y publicado en Annals of Scottish Natural History 60: 226, en el año 1906.
Citología
Número de cromosomas de Polygonatum odoratum (Fam. Asparagaceae) y táxones infraespecíficos: 2n=20
Variedades aceptadas
- Polygonatum odoratum var. maximowiczii (F.Schmidt) Koidz.
- Polygonatum odoratum var. odoratum
- Polygonatum odoratum var. pluriflorum (Miq.) Ohwi
- Polygonatum odoratum var. thunbergii (C.Morren & Decne.) H.Hara

Sinonimia
- Convallaria odorata Mill.	basónimo
- Polygonatum officinale var. papillosum Franch.
- Polygonatum sigillum Druce[5]
- var. maximowiczii (F.Schmidt) Koidz.
- Polygonatum hondoense Nakai ex Koidz.
- Polygonatum maximowiczii F.Schmidt
- Polygonatum officinale var. maximowiczii (F.Schmidt)
- var. odoratum
- Convallaria angulosa Lam.
- Convallaria compressa Steud.
- Convallaria obtusifolia Günther ex Steud.
- Convallaria parviflora Poir.
- Convallaria polygonata St.-Lag.
- Convallaria polygonatum L.
- Convallaria polygonatum f. attenuata Borbás
- Convallaria rupestris Salisb.
- Evallaria polygonatum (L.) Neck.
- Polygonatum ambiguum Link ex Schult. & Schult.f.
- Polygonatum anceps Moench
- Polygonatum angulosum Bubani
- Polygonatum angulosum Montandon
- Polygonatum langyaense D.C.Zhang & J.Z.Shao
- Polygonatum obtusifolium Weinm.
- Polygonatum officinale All.
- Polygonatum polygonatum Jiraselk ex Schult. & Schult.f.
- Polygonatum polygonatum (L.) Voss
- Polygonatum simizui Kitag.
- Polygonatum uniflorum Gilib.
- Polygonatum vulgare Desf.
- var. pluriflorum (Miq.) Ohwi
- Polygonatum japonicum var. variegatum Nakai
- Polygonatum officinale var. macranthum (Hook.f.) Hua
- Polygonatum officinale var. pluriflorum Miq.
- Polygonatum planifilum Kitag. & Hir.Takah.
- Polygonatum quelpaertense Ohwi
- Polygonatum vulgare var. macranthum Hook.f.
- var. thunbergii (C.Morren & Decne.) H.Hara
- Polygonatum giganteum var. thunbergii (C.Morren & Decne.) Maxim.
- Polygonatum japonicum C.Morren & Decne.
- Polygonatum officinale var. japonicum (C.Morren & Decne.) Miq.
- Polygonatum thunbergii C.Morren & Decne.
- Polygonatum vulgare var. japonicum (C.Morren & Decne.) Franch. & Sav.

## Nombre común
- Castellano: beatamaría, lágrimas de David, poligonato, sello de Nuestra Señora, sello de Salomón, sello de Santa María, suelda blanca.[6]